# Melophorus
Melophorus é um gênero de insetos, pertencente a família Formicidae.

## Espécies
- Melophorus aeneovirens (Lowne, 1865)
- Melophorus anderseni Agosti, 1998
- Melophorus bagoti Lubbock, 1883
- Melophorus biroi Forel, 1907
- Melophorus bruneus McAreavey, 1949
- Melophorus constans Santschi, 1928
- Melophorus curtus Forel, 1902
- Melophorus fieldi Forel, 1910
- Melophorus fulvihirtus Clark, 1941
- Melophorus hirsutus Forel, 1902
- Melophorus insularis Wheeler, 1934
- Melophorus iridescens (Emery, 1887)
- Melophorus laticeps Wheeler, 1915
- Melophorus ludius Forel, 1902
- Melophorus majeri Agosti, 1998
- Melophorus marius Forel, 1910
- Melophorus mjobergi Forel, 1915
- Melophorus omniparens Forel, 1915
- Melophorus pillipes Santschi, 1919
- Melophorus potteri McAreavey, 1947
- Melophorus scipio Forel, 1915
- Melophorus turneri Forel, 1910
- Melophorus wheeleri Forel, 1910